# 巨野博物馆
35°23′33″N 116°04′00″E / 35.3925671°N 116.0667325°E
巨野博物馆为位于中华人民共和国山东省巨野县的一座博物馆，肇始于2005年，馆区原位于巨野文庙，2018年迁至位于人民广场西侧新馆区。新馆区占地面积约10600平方米，用于展陈面积8600平方米，分为大野沧桑、金石瑰宝、大汉之风、馆藏文物、精品书画、俊杰星驰、民俗非遗及临时展览八个展厅。截至2023年6月，馆藏文物12000件，珍贵文物212件，举办过教育活动50多次，参观人数达42万余人次。
2020年12月，中国博物馆协会核定巨野博物馆为二级博物馆。

## 历史

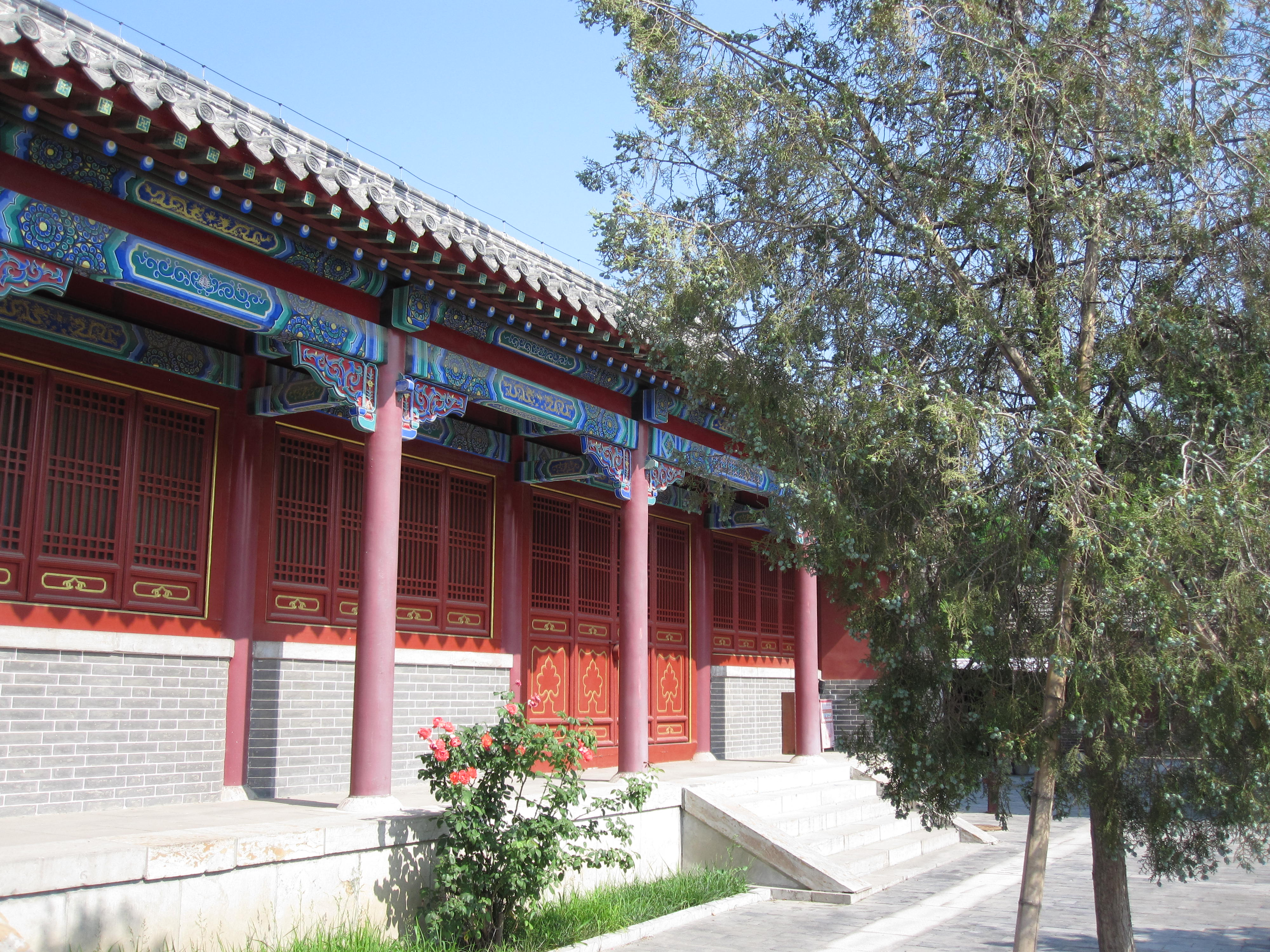
巨野博物馆旧馆址

2005年，巨野博物馆建立，选址在巨野文庙。该建筑原为宋、金时建立，因城北河流泛滥，明时由县令吕让迁至于今地。由于文庙被废后疏于维护与人为破坏，仅存大成殿，周边建筑均为后期扩建。巨野县博物馆的展厅设置于大成殿西侧的西庑，分为两间展厅，其内主要展览有关历史、民俗方面的文物，空间较为狭窄。2018年迁至新馆区后，旧馆区被废弃，内藏部分文物被弃于室外。
由于旧馆区狭窄，无法满足文物展示需要，巨野政府决定在2018年1月起营建新馆区。新馆区位于巨野县人民政府、巨野县公安局之间的府西路与贯穿巨野城区中部、将其划分为凤凰街道办事处与永丰街道办事处的麒麟大道（旧称人民路）的十字路口处，即巨野人民广场西侧。该广场东侧有与之相似的建筑，构成对称，但截至2023年6月，该建筑未启用。2018年10月14日，巨野博物馆新馆区正式宣布开馆，召开昌邑王国与海昏侯国历史文化国际学术研讨会以研究推动巨野历史文化之开发，促进巨野、南昌（刘贺墓址）两地之旅游、贸易交流。

## 建筑
以下列出巨野博物馆一至五层建筑布施：
- 一层 原定用于商铺开发，目前未启用。
- 二层 大野沧桑、金石瑰宝
- 三层 精品书画、馆藏文物、大汉之风、儿童互动区[10][註 4]
- 四层 俊杰星驰、民宿非遗
- 五层 办公区域[註 5]、临时展厅、学术报告厅[10]

## 馆藏内容

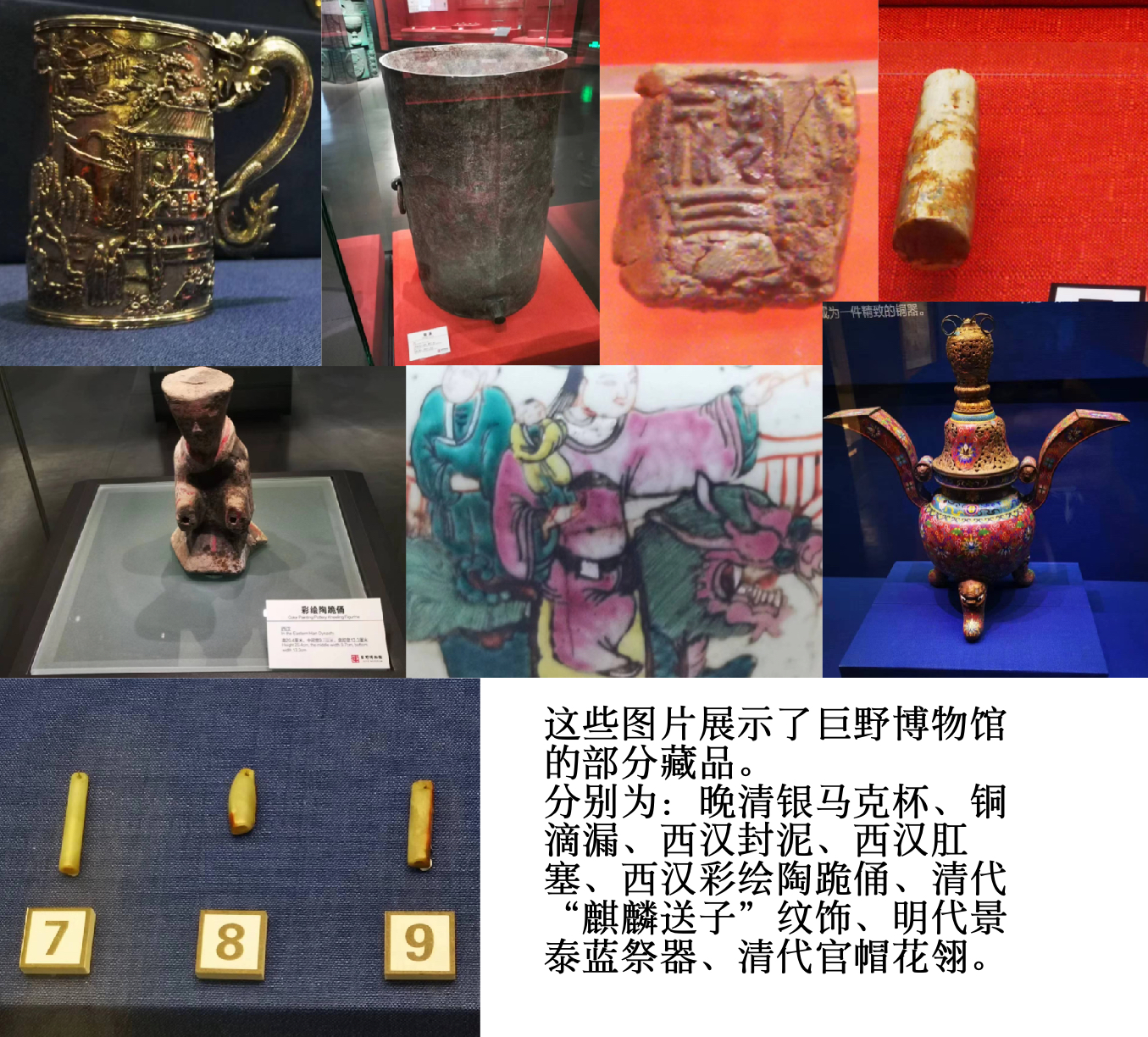
巨野博物馆内藏部分文物

### 固定展览
除临时展厅以及馆藏文物展厅外，其余所有展厅均为固定展览。展览内容以从红土山汉墓发掘的汉代文物为主，该地已发掘的出土文物已有近两千件，并设立专门展厅大汉之风。其余展厅，文物涵盖新石器时代至抗日战争时期。大野沧桑展厅展示了与堌堆文化、巨野教案等时期之文物，金石瑰宝展厅收藏巨野各地发掘的石碑、墓室等，馆藏文物展厅收集景泰蓝、瓷器等物，精品书画展厅收集古代书画作品、古书旧书，俊杰星驰展厅内含多位历史名人之蜡像，民俗非遗展厅收集巨野农村近百年来的民俗生活物品，以及非物质文化遗产。为了保证文物安全保存，馆内设置了电子温湿计计量温度、湿度。

### 临时展览
截至2023年6月，曾举办过的临时展览有：
- 昌邑故国——海昏侯墓精品文物展[11]
- 历史印记、红色传统教育——“知青”物品收藏展[12]
- 汉风墨韵 石上千秋——巨野县汉画像石拓片精品展[13]
- 奋进百年史 扬帆再出发——党史资料展[14]
- 镜之东渐——清华大学艺术博物馆[註 6]藏镜展[15]
- 巧夺天工 华美遗韵——中国清代外销银器展[16]
- 虫逢——世界珍稀昆虫标本展[註 7][17]

这些临时展览几乎全部在五楼之临时展览展厅展览，但“巧夺天工 华美遗韵——中国清代外销银器展”是在3楼馆藏文物展厅的侧房举行展览的。

## 评价
巨野博物馆在文庙的旧馆空间狭窄，仅有80余平方米，时任巨野博物馆典藏陈列部负责人王淑芹评价道“风雨沧桑……这是一条平凡却又充满崎岖的寻宝路，办公室和库房加起来才80平方米，文物只能深藏在柜子里。……几乎没有白天黑夜之分，每一名工作人员都身兼数职，安保、文物巡查、档案整理……每一样工作都信手拈来，每个人都称得上是‘多面手’”。
新馆在2018年10月14日开馆时，时任中国社会科学院历史研究所所长卜宪群、中共菏泽市市委常委、常务副市长王磊、中共巨野县县委书记王昌华以及巨野县委副书记、县长王东等人出席了活动。卜宪群认为“巨野是华夏古老文明最早浇灌的沃土之一，……昌邑王国与海昏侯国的历史文化学术研讨，必将为秦汉历史文化研究提供更为丰富的内容，两地（巨野和南昌）出土的大量文物，更是研究西汉历史的最好例证”，王磊表示“巨野博物馆作为全市重点文化旅游建设项目，无论是规模还是设计标准都走在了全市前列”，王昌华称“文物是祖先留给我们的无价之宝，……巨野县充分挖掘麒麟文化、人祖文化、汉文化等文化资源，……连续两届荣获山东省‘文化强省建设先进县’荣誉称号”。

## 注脚
1. ↑  上镌“大清康熙四十一年七月二十一日”，是用于支撑大成殿的柱子，修缮后被废弃。
2. ↑  这是1929年冯玉祥率领的西北军进军巨野时制作的，上镌惩处贪官污吏、维护教育、整治水患、做人民的武力等。存有两块，一块保存完好，另一块碎成三截。
3. ↑  例如大成殿上康熙年间的石柱[註 1]、民国时冯玉祥军队对巨野人民的保证碑[註 2]等，被弃于屋后，没有维护。
4. ↑  内置有几台装有Windows系统的触屏电脑，安装答题过关、文化宣传软件，亦有儿童娱乐设施，供儿童使用。
5. ↑  不允许游客进入。
6. ↑  巨野博物馆与之合办。
7. ↑  与山东省博物馆共同合办。